# Katajanokka
Katajanokka (Zweeds: Skatudden) is een stadsdeel van de Finse hoofdstad Helsinki. Het beslaat een schiereiland aan de oostkant van de binnenstad, die er sinds 1844 door een kanaal van gescheiden is. 
Aan de kop van het schiereiland staat de Oespenski-kathedraal, de hoofdkerk van de Fins-Orthodoxe Kerk en de grootste orthodoxe kathedraal van Noord-Europa. Even zuidelijker staat het door Alvar Aalto ontworpen hoofdkantoor van Stora Enso. Aan de zuidkant van Katajanokka liggen passagiershavens, de noordkant wordt door de Finse kustwacht en de ijsbrekersvloot gebruikt. Aan deze kant staat ook het ministerie van Buitenlandse Zaken, dat gevestigd is in een 19de-eeuwse, door Carl Ludvig Engel ontworpen kazerne.
In het westelijke woongebied, dat bekendstaat als Vanha Puoli (Oude Zijde), liggen woonstraten uit de tijd rond de vorige eeuwwisseling. Hier staan veel jugendstil-huizenblokken.
Tot de inwoners van Katajanokka behoorden president Mauno Koivisto (1923-2017) en componist Einojuhani Rautavaara (1928-2016).

## Afbeeldingen

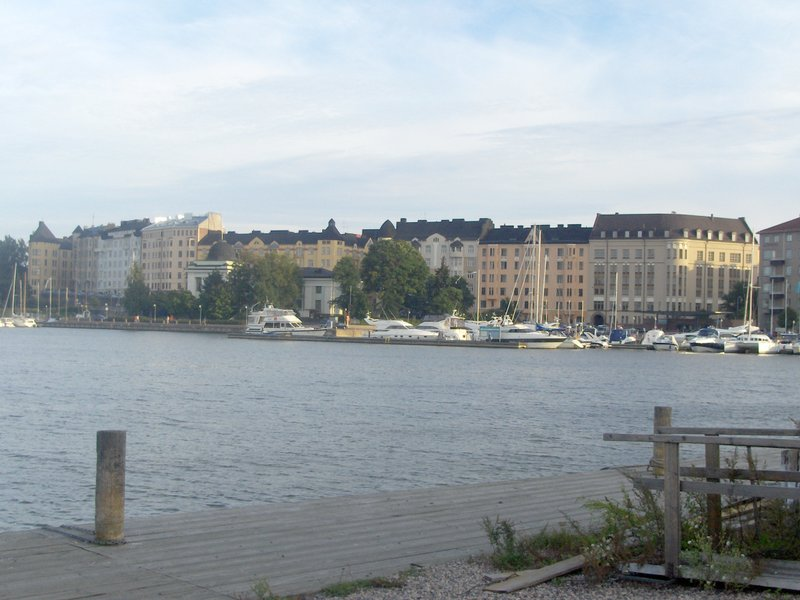
Katajanokka vanaf zee
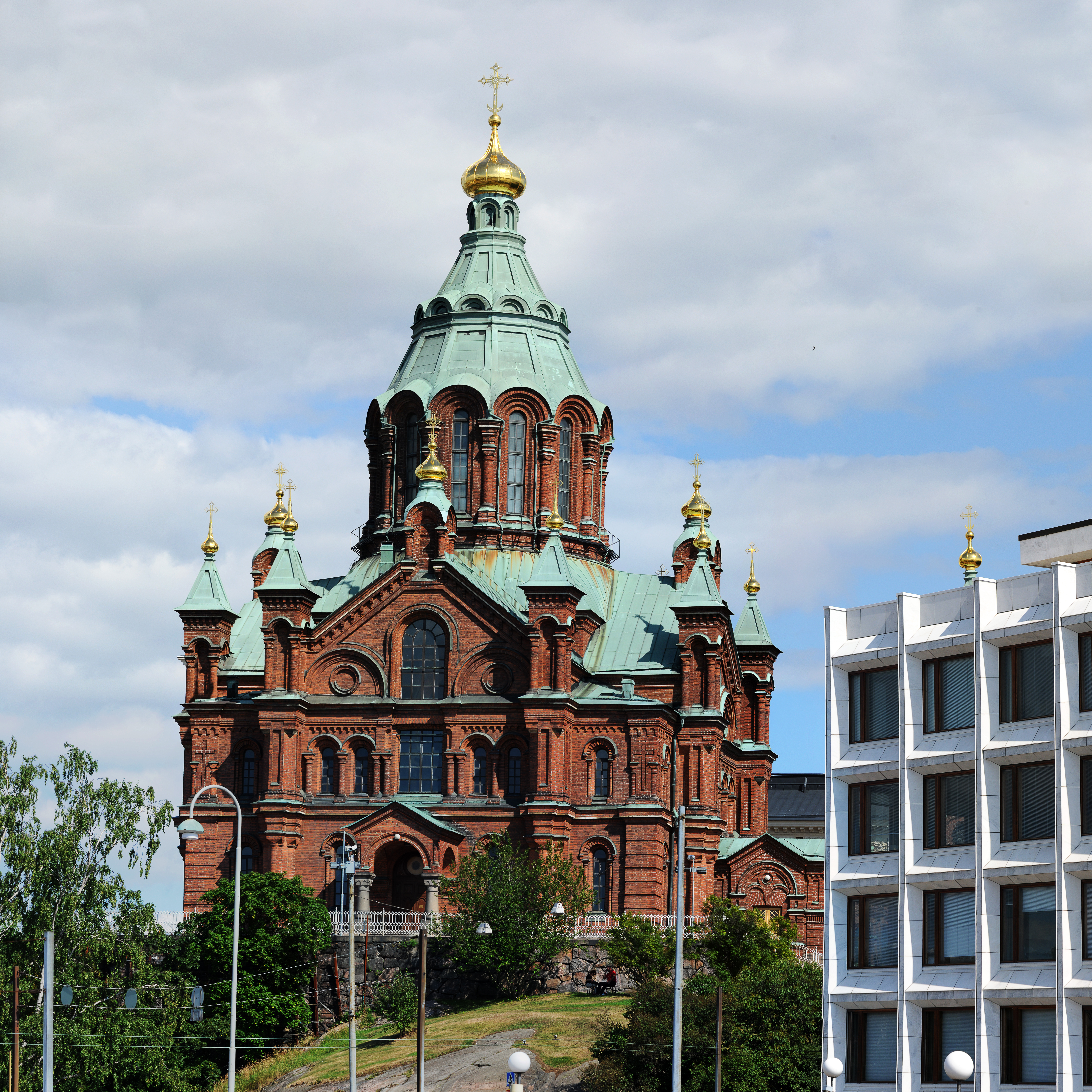
De Oespenski-kathedraal
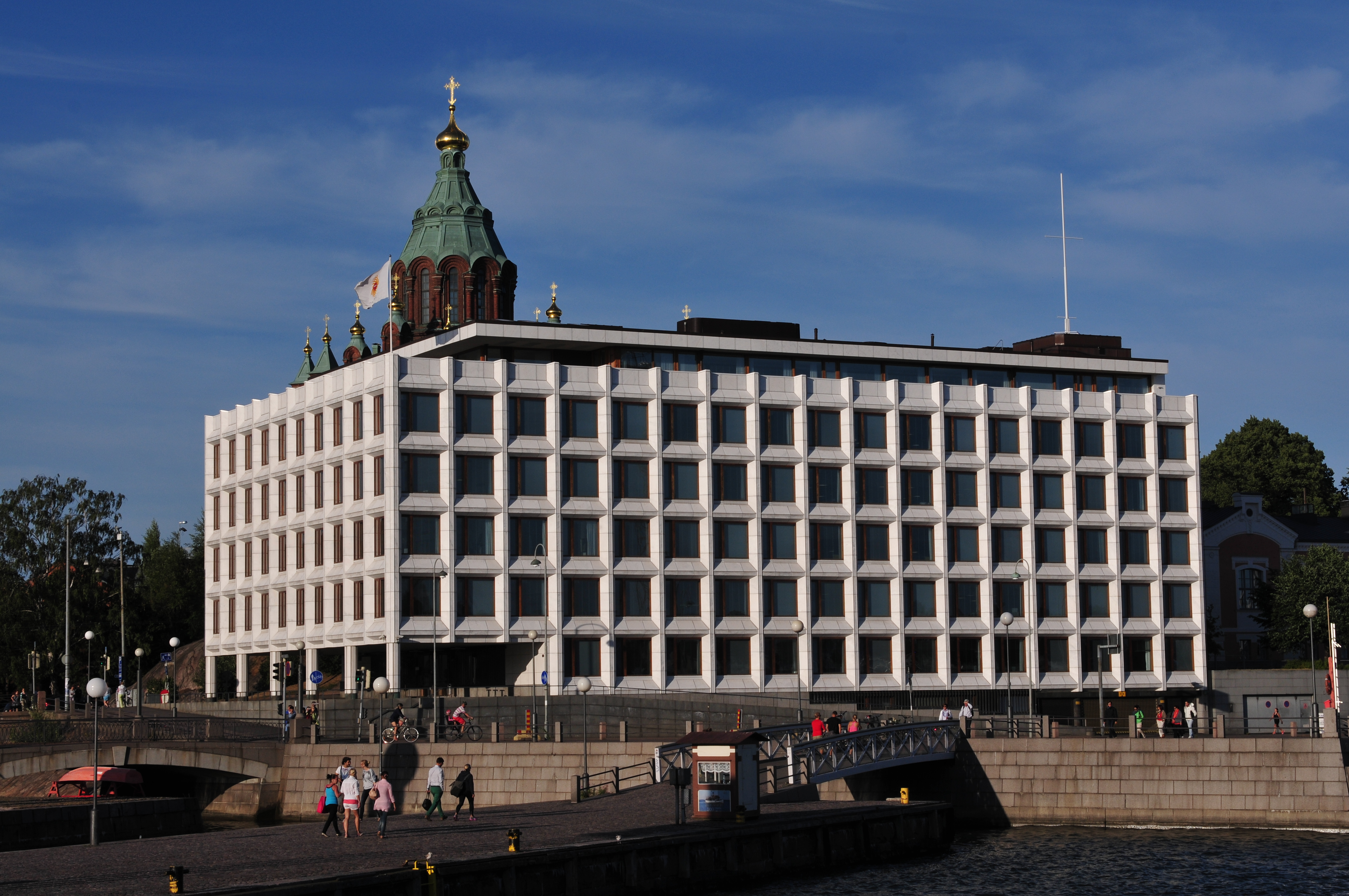
Het gebouw van Stora Enso
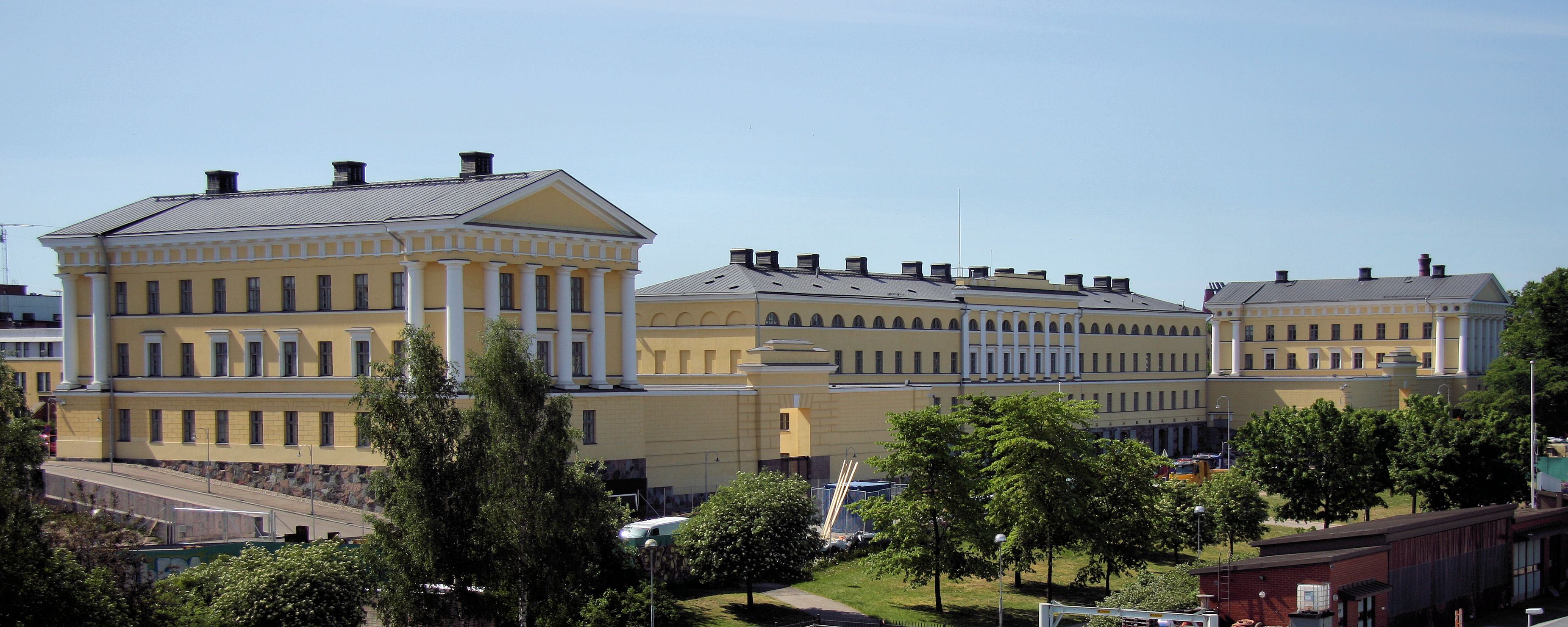
Het ministerie van Buitenlandse Zaken
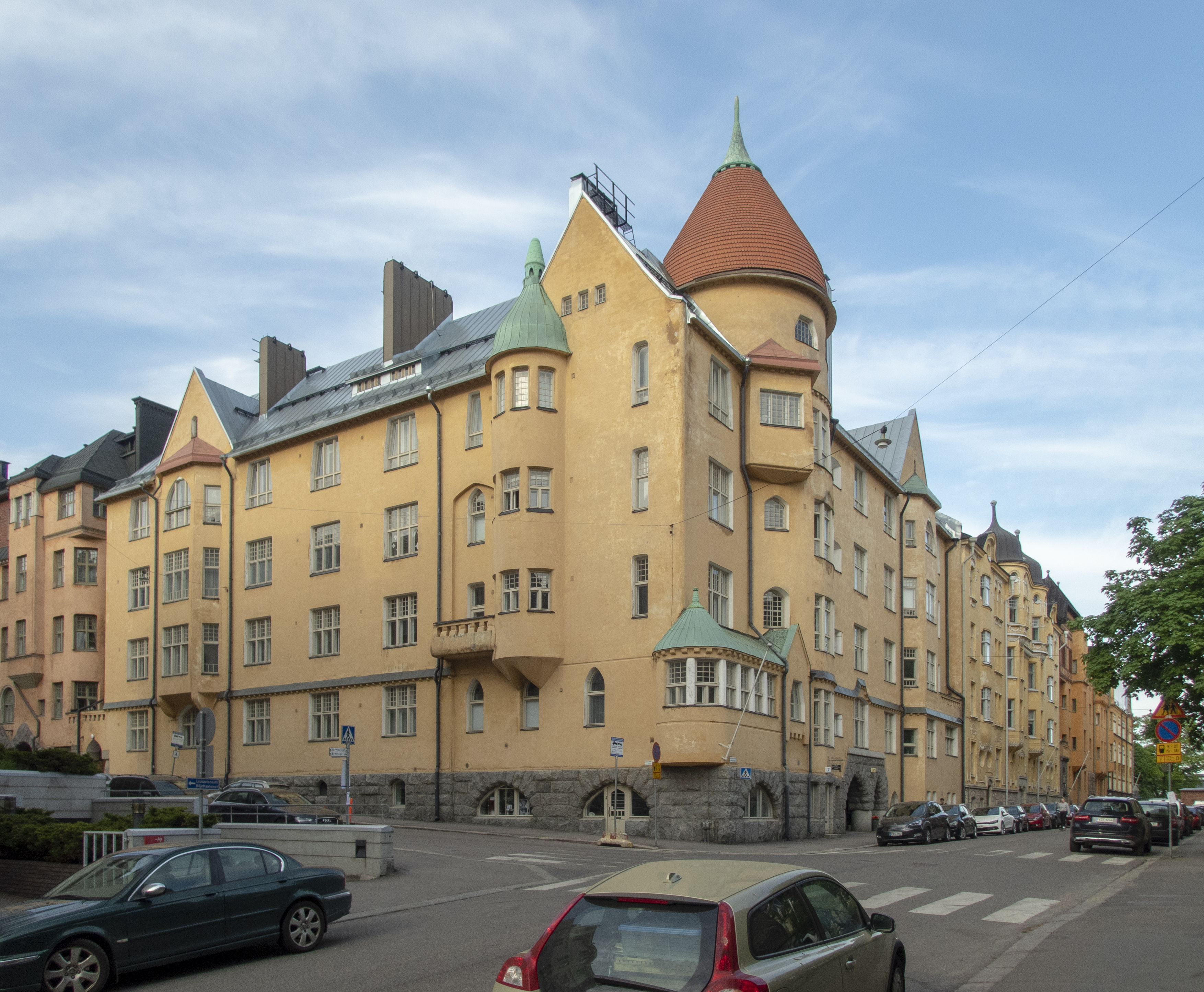
Het jugendstilcomplex Olofsborg